# Piis (Lot-et-Garonne)
Pour les articles homonymes, voir Piis.
Piis est une ancienne commune de Lot-et-Garonne. En 1826, elle est rattachée, avec Villas, à la commune de Saint-Eutrope-de-Born.

## Population et société

### Démographie
| 1800 | 1806 | 1821 |
| ---- | ---- | ---- |
| 177  | 175  | 194  |